# 大井川駅
大井川駅（おおいがわえき）は、かつて静岡県志太郡大井川町（合併により現・焼津市）相川にあった、静岡鉄道駿遠線の駅である。廃線になる直前は終着駅であった。

## 歴史
- 1914年（大正3年）9月3日 - 藤相鉄道の駅として開業。開業時は終着駅であった。
- 1915年（大正4年）11月 - 大幡まで延伸したことにより、途中駅となる。
- 1943年（昭和18年）5月15日 - 会社合併により、静岡鉄道藤相線となる。
- 1948年（昭和23年）9月8日 - 路線名変更により、静岡鉄道駿遠線の駅となる。
- 1968年（昭和43年）8月22日 - 当駅から堀野新田の区間廃線にともない、終着駅となる。
- 1970年（昭和45年）8月1日 - 全線廃線にともない廃止。

## 現在の様子
廃線後、跡地は系列のしずてつストアなどとして使われていた。現在は住宅地。

## 隣の駅
静岡鉄道
駿遠線
上新田駅 - 大井川駅 - 遠州神戸駅